# Miroslav Koranda
Miroslav Koranda   (Praga i Teplice, 6 de novembre de 1934 - valor desconegut, 6 d'octubre de 2008) fou un remer txec que va competir sota bandera txecoslovaca durant la dècada de 1950. Feia de timoner. Anteriorment s'havia iniciat en el piragüisme.
Durant la seva carrera esportiva va prendre part en tres edicions dels Jocs Olímpics d'Estiu. El 1952, a Hèlsinki, va guanyar la medalla d'or en la prova del quatre amb timoner del programa de rem. Formà equip amb Karel Mejta, Jiří Havlis, Jan Jindra i Miroslav Koranda. El 1956, a Melbourne, quedà eliminat en semifinals del vuit amb timoner.
En el seu palmarès també destaquen dues medalles d'or i una de bronze al Campionat d'Europa de rem, entre 1953 i 1957.